# Bivacco Cozzolino
Il bivacco Cozzolino è un bivacco situato nel comune di Taibon Agordino, in provincia di Belluno. Si trova a 1560 m s.l.m. sulle pendici settentrionali del monte Agner, verso la fine del Van di Mez, una collaterale della valle di San Lucano.

## Storia
Costruito nel 1974 dalla sezione CAI XXX Ottobre di Trieste, il bivacco è dedicato alla memoria di Enzo Cozzolino, alpinista triestino caduto sulla Torre di Babele (Civetta) nel 1972. Fortemente contestato nel mondo alpinistico che in quegli anni in quest'area si presentava molto integralista, si è però rivelato nei decenni successivi un ottimo punto di appoggio per la zona che sarebbe altrimenti rimasta senza alcun ricovero di emergenza.

## Accesso
È un classico bivacco del tipo Fondazione Berti di colore rosso, con 9 posti letto e aperto tutto l'anno. Vi si accede mediante un sentiero che, a partire dalla località Lagunaz in valle di San Lucano, supera il torrente Tegnas e si inerpica lungo le pendici nord dell'Agner. L'itinerario, che prevede circa due ore e mezza di cammino con un piccolo tratto attrezzato con funi metalliche, è classificato come EE.
Il bivacco è usato esclusivamente come base per gli alpinisti che vogliono ascendere le vie della parete nord dell'Agner, in particolare quella dello spigolo Nord (via Soravito).